# Zacarías Cuesta
Zacarías Cuesta Campo (Villasidro (Burgos), 10 de junio de 1916 -  monte Tramalón, Ruiloba (Santander)  15 de enero de 1937) fue un compañero laico y  colaborador  en el apostolado del sacerdote diocesano y  educador de jóvenes  Valentín Palencia, junto con el cual fue   martirizado durante la Guerra Civil Española.
Fue beatificado por el papa Francisco el 23 de abril de 2016.

## Biografía

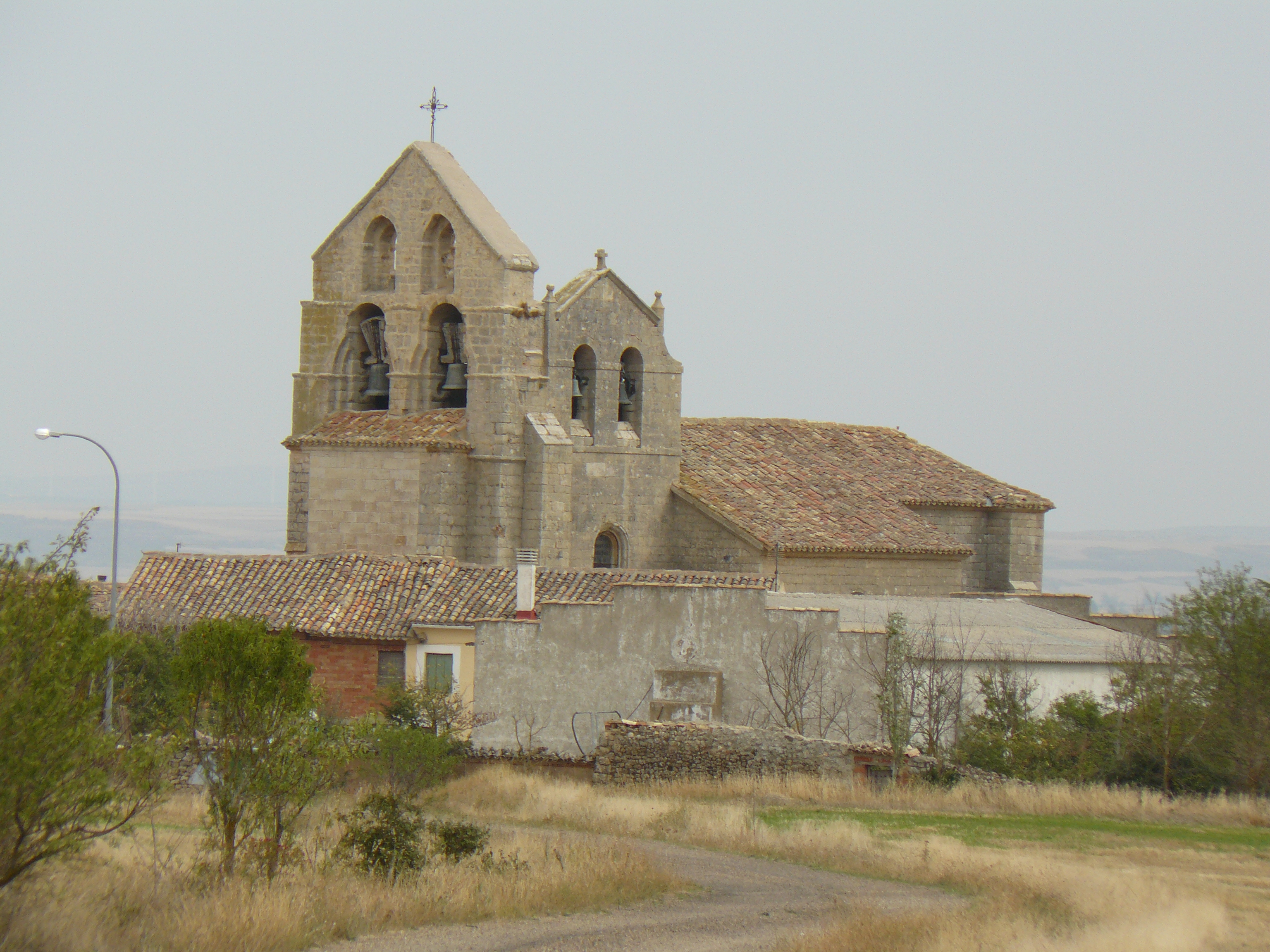
Vista parcial de la iglesia de Villasidro donde fue bautizado este beato.

Hijo del matrimonio formado por Basiliano Cuesta y Aquilina Campo.
A los cinco años adolece de cojera  siendo enviado por sus padres al Patronato de San José para que aprendiera el oficio de sastre pero se inicia en el  zapatero pero que don Valentín le había pedido  que fuera con él a Suances ya que necesitaba su ayuda.

"...  Yo oí comentar que a don Valentín lo mataron porque unos niños le denunciaron por decir misa. Y que los que murieron por él lo hicieron porque no quisieron abandonarle»..."
Testimonio de su hermano  Restituto. 

.

## Beatificación
El primero de octubre de 2015 el papa Francisco promulgaba el decreto por el que declaraba al siervo de Dios Valentín Palencia  y a cuatro de sus compañeros como mártires.
El 23 de abril de 2016   fue beatificado en la catedral de Burgos junto con el sacerdote  Valentín Palencia y otros tres jóvenes que dieron la vida por confesar su fe:  Donato Rodríguez, Germán García García y Emilio Huidobro Corrales. El acto fue presidido por el prefecto de la Congregación para la Causa de los Santos de la Santa Sede, el cardenal Angelo Amato, quien acude a Burgos en representación del papa Francisco.